# SAP BPC
 (mars 2013).
Si vous disposez d'ouvrages ou d'articles de référence ou si vous connaissez des sites web de qualité traitant du thème abordé ici, merci de compléter l'article en donnant les références utiles à sa vérifiabilité et en les liant à la section « Notes et références ».
 (mars 2013).
Pour les articles homonymes, voir BPC.
SAP BPC est le sigle de SAP Business Planning & Consolidation. BPC n'est autre qu’Outlooksoft (produit racheté par SAP en 2007).

## Présentation de SAP BPC
- C'est un outil de planification (budgétisation et prévision) et de consolidation financière (légal et management)
- Il permet de faire des reportings et des tableaux de bord, et est 100 % intégré à MS Office (via EPM add-in for Microsoft Office intégré dans MS Excel, Word et Powerpoint).
- Il peut charger des données SAP ERP, Netweaver BI, mais aussi d’autres systèmes non-SAP.
- Il s’adresse aux utilisateurs métier qui veulent avoir un outil de planification flexible, donc à personnaliser eux-mêmes, ce qui nécessite une confiance de la part des dirigeants.

Le gros avantage de BPC est que les utilisateurs peuvent créer et paramétrer eux-mêmes leur processus de budgétisation et/ou de simulation.
BPC est un élément de la suite EPM (Enterprise Performance Management).